# Harrods

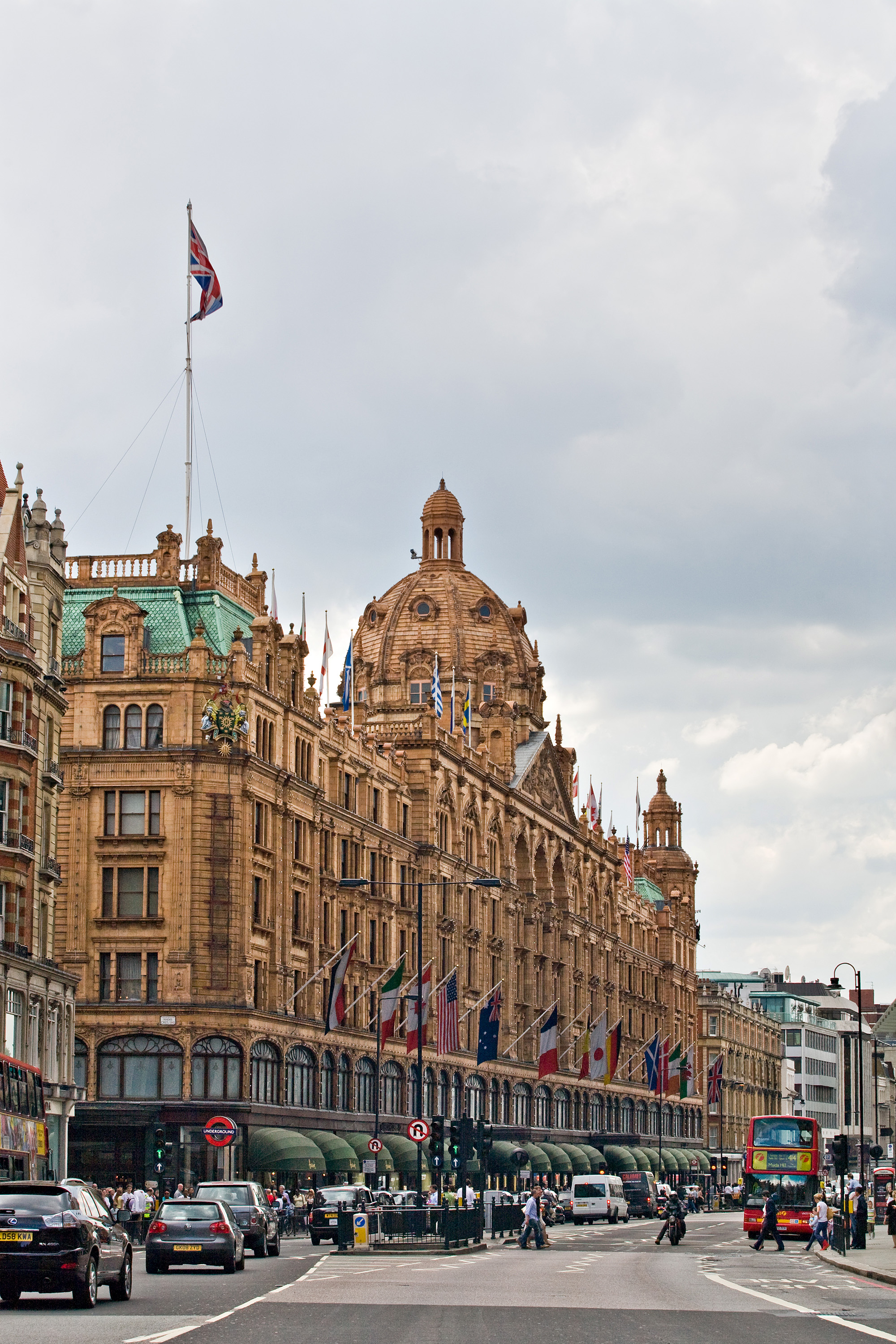
Harrods.

Harrods és un centre comercial de gamma alta situat a Brompton Road al barri de Knightsbridge de Londres (Regne Unit). A més inclou altres marques com Harrods Bank, Harrods Estates, Harrods Aviation, Air Harrods i Harrods Buenos Aires.
La botiga ocupa uns 20.000 m2 i compta amb 90.000 m2 d'espai de venda en més de 330 departaments. El lema de Harrods és Omnia Omnibus Situeu-totes les coses per a tots, a tot arreu (Omnia Omnibus Ubique—All Things for All People, Everywhere). Diversos dels seus departaments, incloent el departament de la temporada de Nadal i el Saló de l'Alimentació, són mundialment famosos.
Al llarg de la seva història, la botiga ha tingut cinc propietaris. El 8 de maig de 2010, Mohamed Al-Fayed va vendre la botiga al holding Qatar per $1.5 mil milions.